# شهرك شهيد بهشتي (بمبور الشرقي)
شهرك شهید بهشتي (بالفارسية: شهرک شهیدبهشتی) هي قرية تقع في إيران في قسم بمبور الشرقي الريفي. يقدر عدد سكانها بـ 1,136 نسمة .